# Геївка (Щастинський район)
Ге́ївка — село в Україні, у Щастинській міській громаді Щастинського району Луганської області. Населення становить 162 особи. До 2020 року орган місцевого самоврядування — Передільська сільська рада.

## Історія

### Війна на сході України
З 2014 року село потрапило у зону бойових дій. 1 листопада 2014 року село зайняли українські сили.
У 2022 в ході боїв за Луганську область окуповано повторно

## Населення
За даними перепису 2001 року населення села становило 162 особи, з них 20,37 % зазначили рідною мову українську, 79,01 % — російську, а 0,62 % — іншу.